# Tour du Mont-Blanc
Die Tour du Mont-Blanc (abgekürzt TMB) ist ein Fernwanderweg der Alpen.

## Streckenverlauf
Der Weg verläuft um die Mont-Blanc-Gruppe, führt durch drei Länder (Frankreich, Italien und die Schweiz) und gehört zum Netzwerk der GR-Fernwanderwege. Die Länge beträgt ungefähr 170 km mit ca. 10.000 Höhenmetern. In der Regel wird er entgegen dem Uhrzeigersinn in sieben bis zehn Tagen bewältigt.
Auf französischer Seite führt der Weg vom Tal der Arve (mit den Hauptorten Chamonix und Les Houches) über das Val Montjoie und dessen Zentrum Les Contamines-Montjoie in das zur Gemeinde Bourg-Saint-Maurice gehörende Vallée des Glaciers. Vom Weiler Les Chapieux aus gelangt man dann über den Col de la Seigne zum Rifugio Elisabetta Soldini Montanaro nach Italien und durch das Val Veny nach Courmayeur. Nordwärts geht es nun über das italienische Val Ferret über den Grand Col Ferret in das Schweizer Val Ferret nach Champex-Lac.
Verschiedene Varianten verlaufen südlich von Martigny nach Trient VS; die hochalpine führt über das Val d’Arpette und das 2665 m hohe Fenêtre d’Arpette. Von Trient wiederum gibt es verschiedene Passrouten zurück nach Frankreich.

## Etappen
Folgende Daten wurden mit GPS und Barometer ermittelt.
| Start            | Ende             | Kilometer | Zeit       | Aufstieg | Abstieg  |
| Les Houches      | Refuge du Truc   | 12,8 km   | 4:59       | 1536 m   | 775 m    |
| Refuge du Truc   | La Balme         | 11,4 km   | 3:10       | 544 m    | 601 m    |
| La Balme         | Les Mottets      | 15,9 km   | 4:23       | 1136 m   | 1038 m   |
| Les Mottets      | Col de Chercroui | 18,3 km   | 6:30       | 821 m    | 768 m    |
| Col de Chercroui | Courmayeur       | 5,78 km   | 1:20       | 88 m     | 796 m    |
| Courmayeur       | Rifugio Bertone  | 4,12 km   | 1:47       | 727 m    | 0 m      |
| Rifugio Bertone  | Rifugio Elena    | 19,5 km   | 5:06       | 1163 m   | 1086 m   |
| Rifugio Elena    | Champex          | 28,2 km   | 7:44       | 1045 m   | 1656 m   |
| Champex          | Le Peuty         | 13,6 km   | 6:01       | 1213 m   | 1274 m   |
| Le Peuty         | Tre-le-Champ     | 15,7 km   | 5:25       | 1219 m   | 1108 m   |
| Tre-le-Champ     | Refuge Flegere   | 7,99 km   | 3:18       | 855 m    | 413 m    |
| Refuge Flegere   | Les Houches      | 19,6 km   | 6:25       | 889 m    | 1773 m   |
| Gesamt:          | Gesamt:          | 172,89 km | 54 Stunden | 11.236 m | 11.288 m |

## Ultra-Trail du Mont-Blanc
Seit 2003 findet auf einer Strecke, die großteils entlang der Tour du Mont-Blanc verläuft, der Ultra-Trail du Mont-Blanc (UTMB) statt, ein Ultramarathon, bei dem die besten Läufer etwas mehr als 19 Stunden für die Strecke benötigen.